# Курсан (Француска)
Курсан (фр. Coursan) је насељено место у Француској у региону Лангдок-Русијон, у департману Од.
По подацима из 2011. године у општини је живело 6050 становника, а густина насељености је износила 245,84 становника/km².

## Демографија
| 1962. | 1968. | 1975. | 1982. | 1990. | 2011. |
| ----- | ----- | ----- | ----- | ----- | ----- |
| 3.212 | 3.366 | 3.334 | 4.021 | 5.137 | 6.050 |